# Титов, Николай Михайлович
Николай Михайлович Титов (1907—1990) — полковник Советской Армии, участник Великой Отечественной войны, Герой Советского Союза (1943).

## Биография
Николай Титов родился 24 апреля 1907 года в Санкт-Петербурге. Окончил десять классов школы. В 1925 году Титов был призван на службу в Рабоче-крестьянскую Красную Армию. В 1929 году он окончил Ленинградское артиллерийское училище. С начала Великой Отечественной войны — на её фронтах.
К сентябрю 1943 года полковник Николай Титов командовал артиллерией 309-й стрелковой дивизии 40-й армии Воронежского фронта. Отличился во время битвы за Днепр. 21 сентября 1943 года Титов организовал разведку немецкой огневой системы на западном берегу Днепра в районе посёлка Ржищев Киевской области Украинской ССР. Артиллерия дивизии успешно поддержала действия стрелковых частей во время форсирования Днепра и боёв на плацдарме.
Указом Президиума Верховного Совета СССР от 24 декабря 1943 года полковник Николай Титов был удостоен высокого звания Героя Советского Союза с вручением ордена Ленина и медали «Золотая Звезда».
После окончания войны Титов продолжил службу в Советской Армии. В 1948 году он окончил Высшую офицерскую артиллерийскую школу, в 1952 году — Высшие академические курсы при Военной академии имени Ф. Э. Дзержинского. В 1956 году в звании полковника Титов был уволен в запас. Проживал в Ленинграде.
Умер 8 января 1990 года, похоронен на Пороховском кладбище Санкт-Петербурга.
Был награждён двумя орденами Ленина, тремя орденами Красного Знамени, орденами Отечественной войны 1-й степени и Красной Звезды, рядом медалей.